# Jan Chryzostom Redler
Jan Chryzostom Redler (Johann Chrysostomus Redler, XVIII w.) – polski rzeźbiarz, urodzony prawdopodobnie na Śląsku lub na południu Niemiec, jeden z najważniejszych przedstawicieli warszawskiej rzeźby rokokowej. Tworzył przede wszystkim rzeźby o tematyce mitologicznej i alegorycznej. Działał głównie w Warszawie i na Podlasiu.

## Życiorys
O życiu prywatnym Jana Chryzostoma Redlera zachowało się niewiele informacji. Nie wiadomo kiedy się urodził i zmarł. W 1737 roku w warszawskiej kolegiacie św. Jana poślubił Annę Marię Kitz. Jego świadkiem na ślubie był inny słynny rzeźbiarz Jan Jerzy Plersch. W 1743 pracował przy dekoracjach rzeźbiarskich w warszawskim pałacu Jana Klemensa Branickiego przy Miodowej. W 1745 roku zatrudniony był przy pracach dekoracyjnych w pałacu Czartoryskich w Puławach, w tym stworzeniu schodów paradnych. W latach 1749–1750 wykonał rzeźby czterech ewangelistów do ozdoby bramy kościoła św. Trójcy w Tykocinie.
Od 1750 roku Redler zatrudniony został przez Branickiego do wykonania wystroju rzeźbiarskiego jego pałacu w Białymstoku. Z przerwami pracował dla Branickiego do 1772 roku. W tym czasie stworzył m.in. rzeźby do ogrodu przypałacowego, wystrój reprezentacyjnej klatki schodowej oraz dwie inne monumentalne rzeźby: "Herkules walczący ze smokiem" i "Herkules walczący z hydrą", które w 1757 roku ustawiono między dziedzińcem wstępnym i honorowym. Około 1758 roku stworzył figurę św. Jana Nepomucena, która została ustawiona przy cerkwi w Szczytach-Dzięciołowie.
Od 1752 do co najmniej 1763 Redler wykonywał etapami dekorację rzeźbiarską pałacu Eustachego Potockiego w Radzyniu Podlaskim. Był również autorem nieokreślonych prac w latach 1755, 1757 i 1758 artysta w Wołczynie dla Michała Czartoryskiego. Artystę zatrudniał także król Stanisław August Poniatowski przy pracach nad wystrojem wnętrz Zamku Ujazdowskiego i wykonaniu dekoracji sztukatorskiej wnętrz Zamku Królewskiego (w Sali Gwardii Konnej Koronnej, na Schodach Wielkich i w Pokoju Marmurowym).
Artyście przypisuje się również autorstwo m.in. kilku rzeźb zdobiących balustradę schodów łączących tarasy ogrodu pałacu w Wilanowie, grupę Satyra z Bachantką przed Pałacem na Wodzie i Satyr z zegarem słonecznym przed Białym Domkiem w Łazienkach, zwieńczenie fasady kamienicy Prażmowskich przy Krakowskim Przedmieściu w Warszawie, dekoracja rzeźbiarska altany w ogrodzie Pałacu Prymasowskiego przy ul. Miodowej, rzeźby zdobiące bramę i elewacje w warszawskim Pałacu Brühla przy ul. Wierzbowej oraz dekorację rzeźbiarską filarów bramy Pałacu Marii z Lubomirskiej Radziwiłłowej w Warszawie w postaci dwóch piaskowcowych figur puttów.
Redler specjalizował się w rzeźbie kamiennej o charakterze świeckim, ale realizował także rzeźbę w stiuku i w drewnie. Wielokrotnie współpracował z architektem Jakubem Fontaną, który uznawany jest za projektanta wielu jego dzieł.

## Wybrane rzeźby

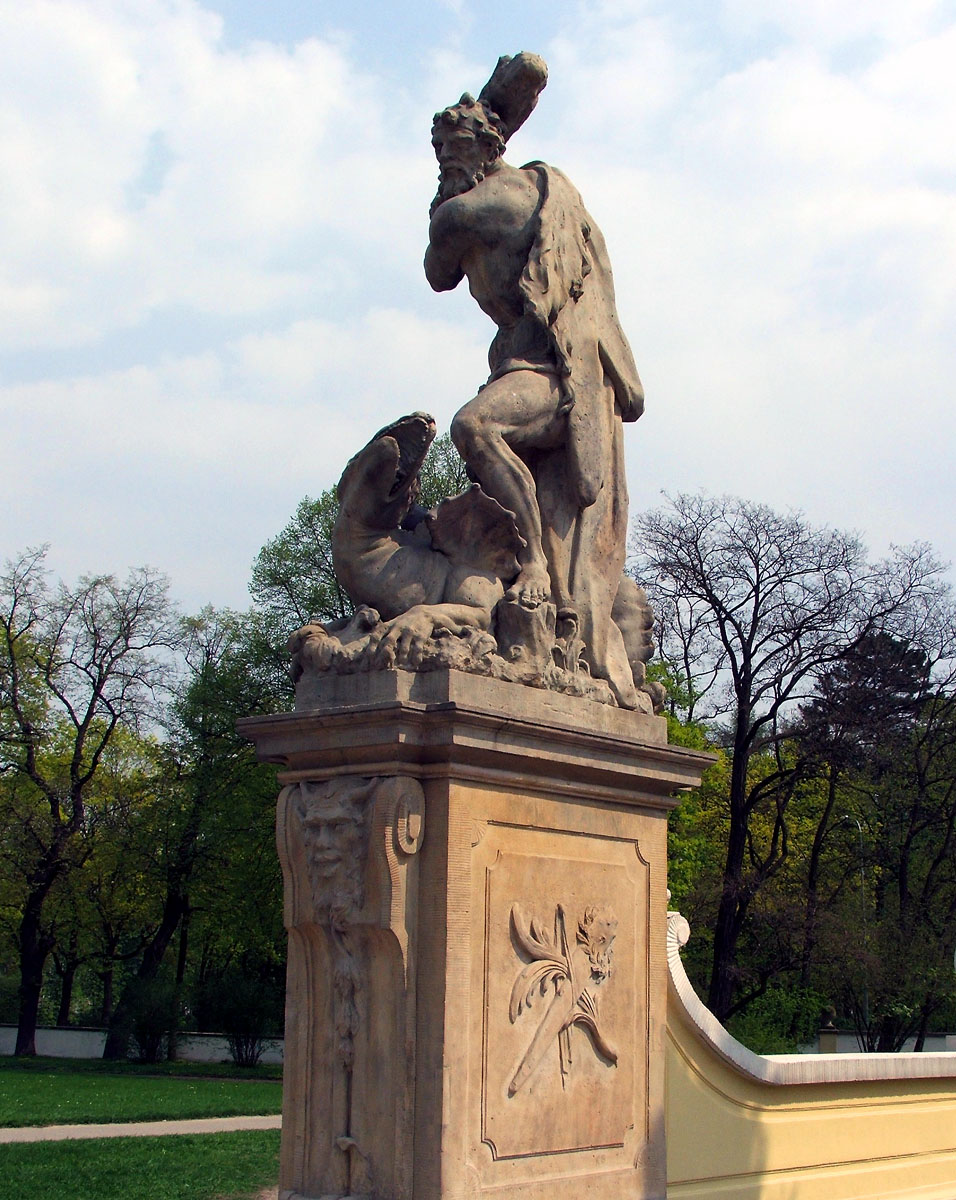
Herkules walczący ze smokiem, dziedziniec Pałacu Branickich w Białymstoku
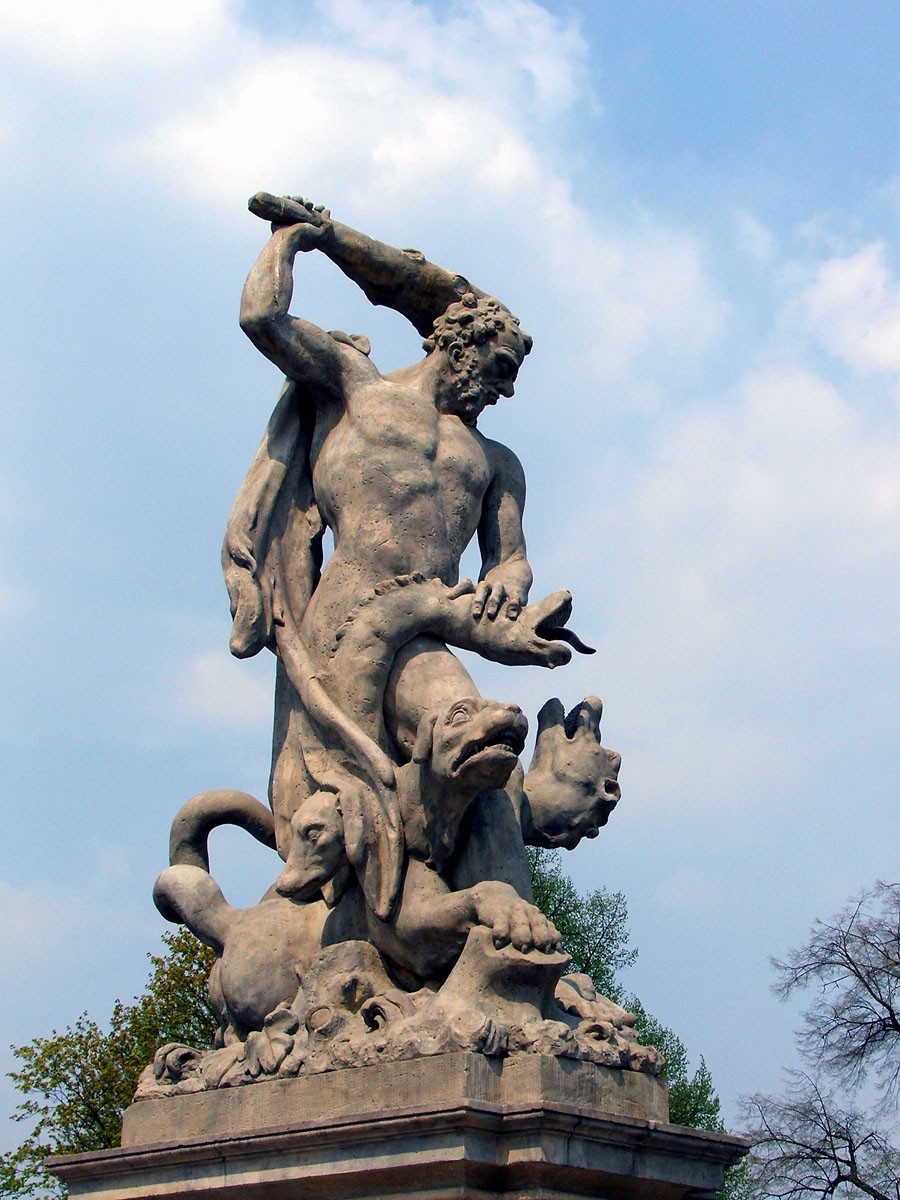
Herkules walczący z hydrą, dziedziniec Pałacu Branickich w Białymstoku
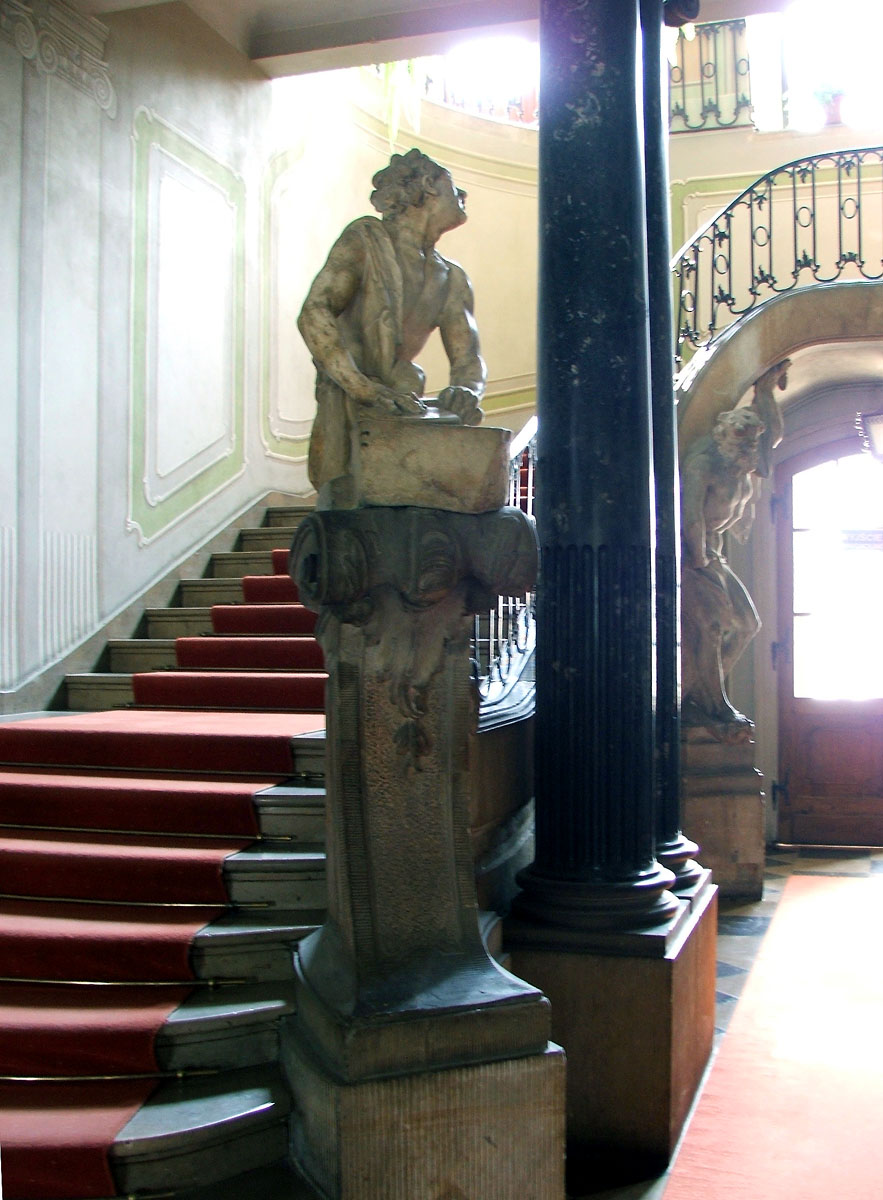
Klatka schodowa pałacu Branickich w Białymstoku
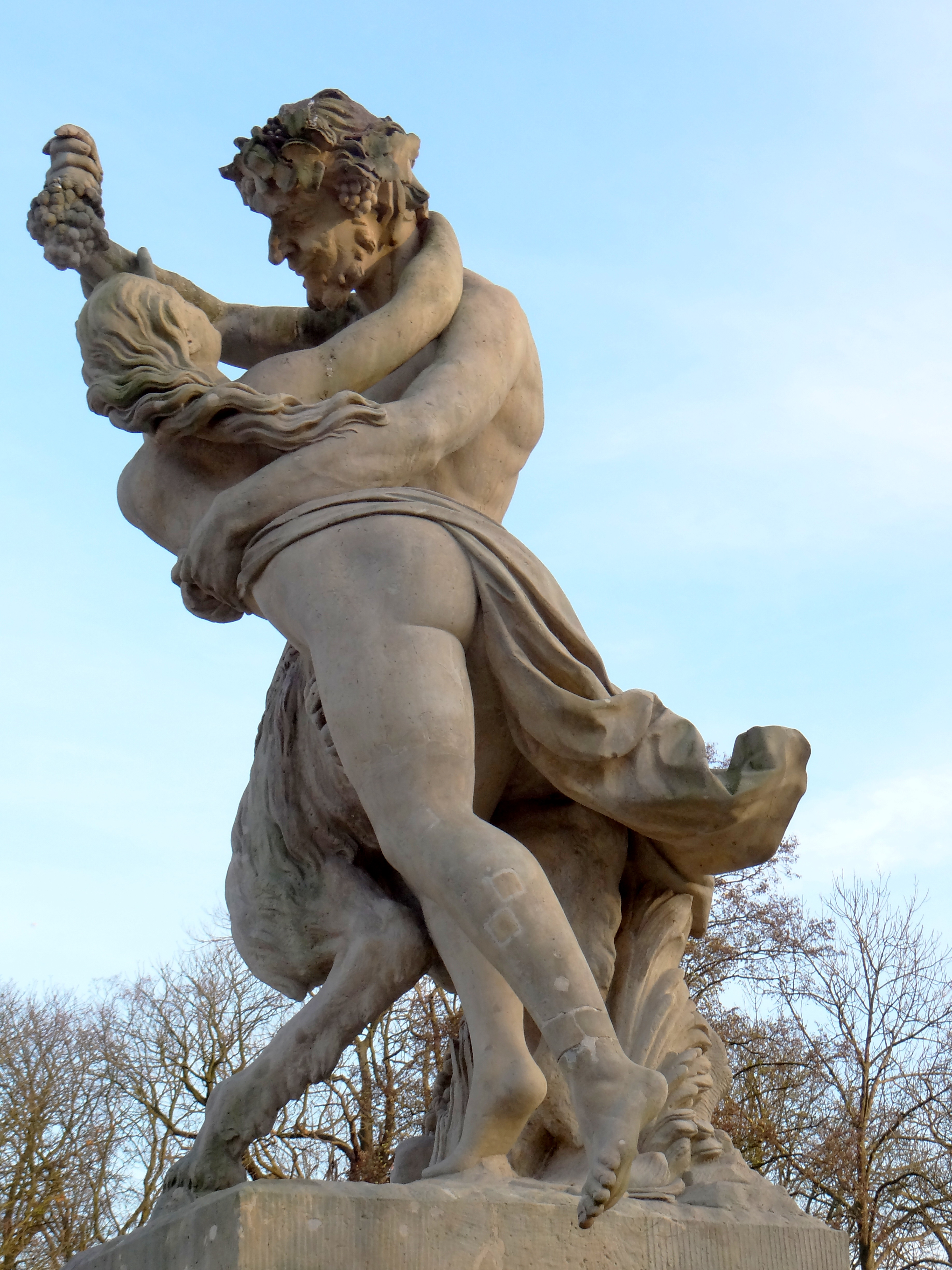
Satyr z Bachantką, Pałac na Wodzie
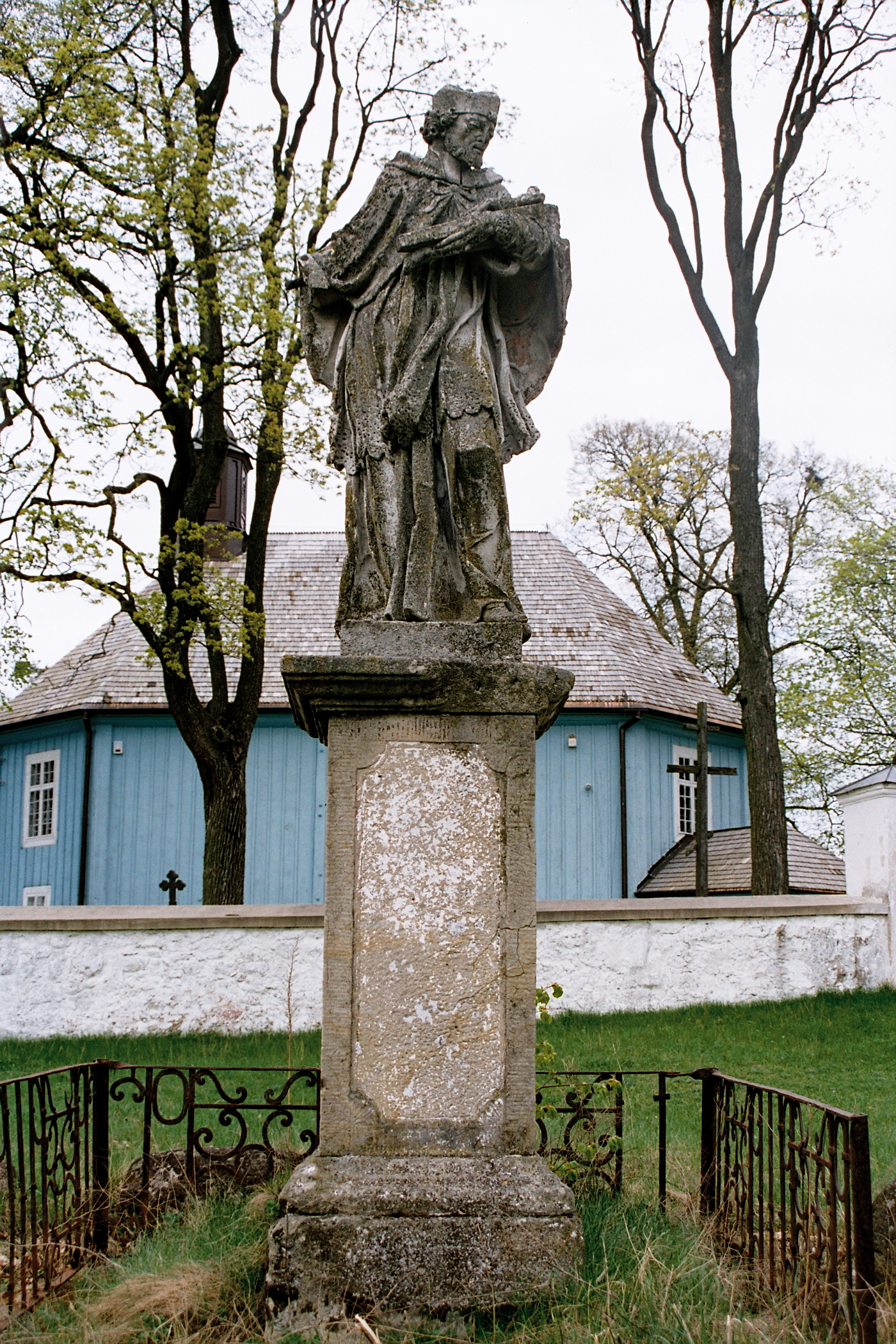
Figura Jana Nepomucena w Szczytach-Dzięciołowie
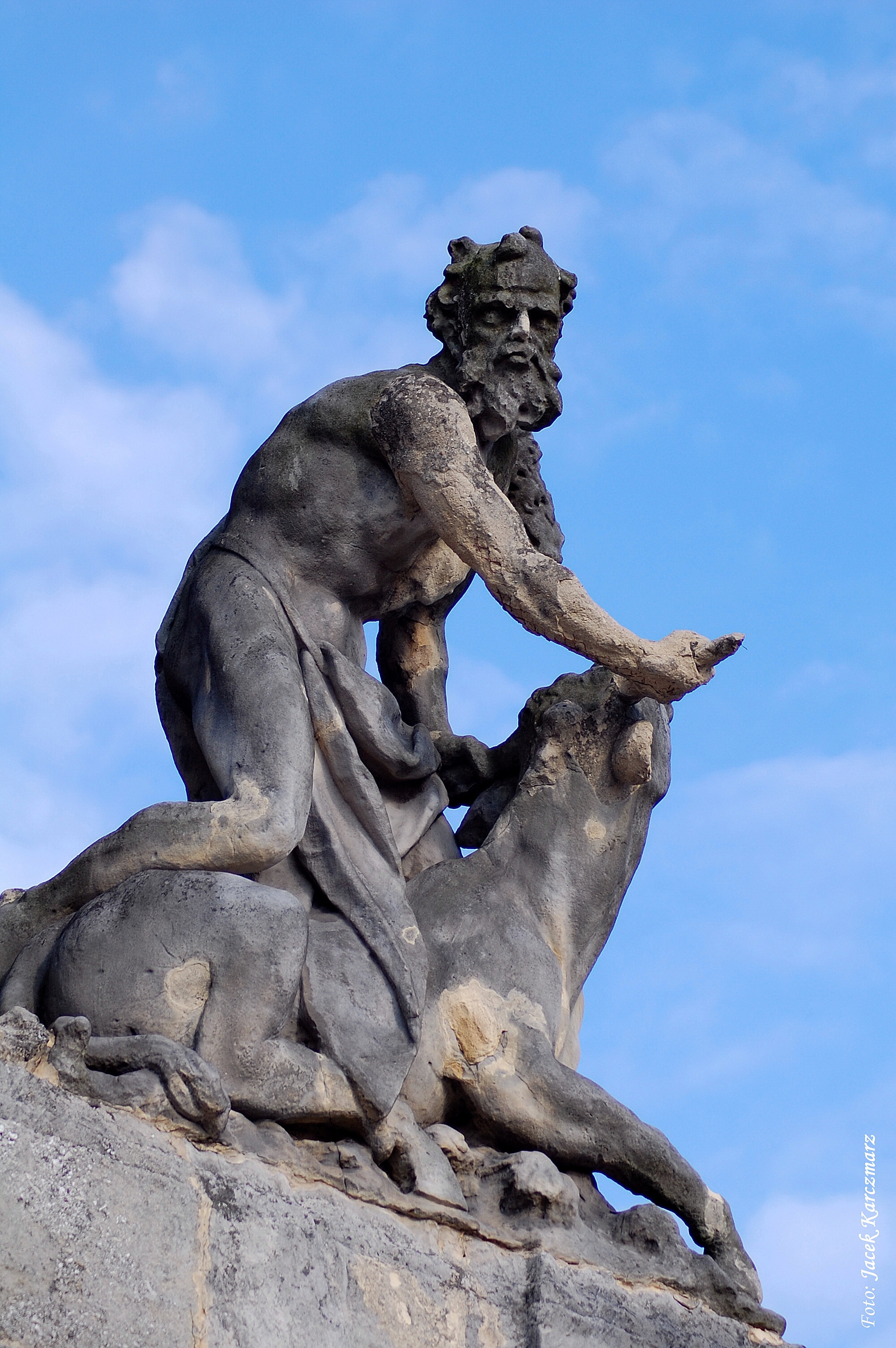
detal pałacu Potockich w Radzyniu Podlaskim
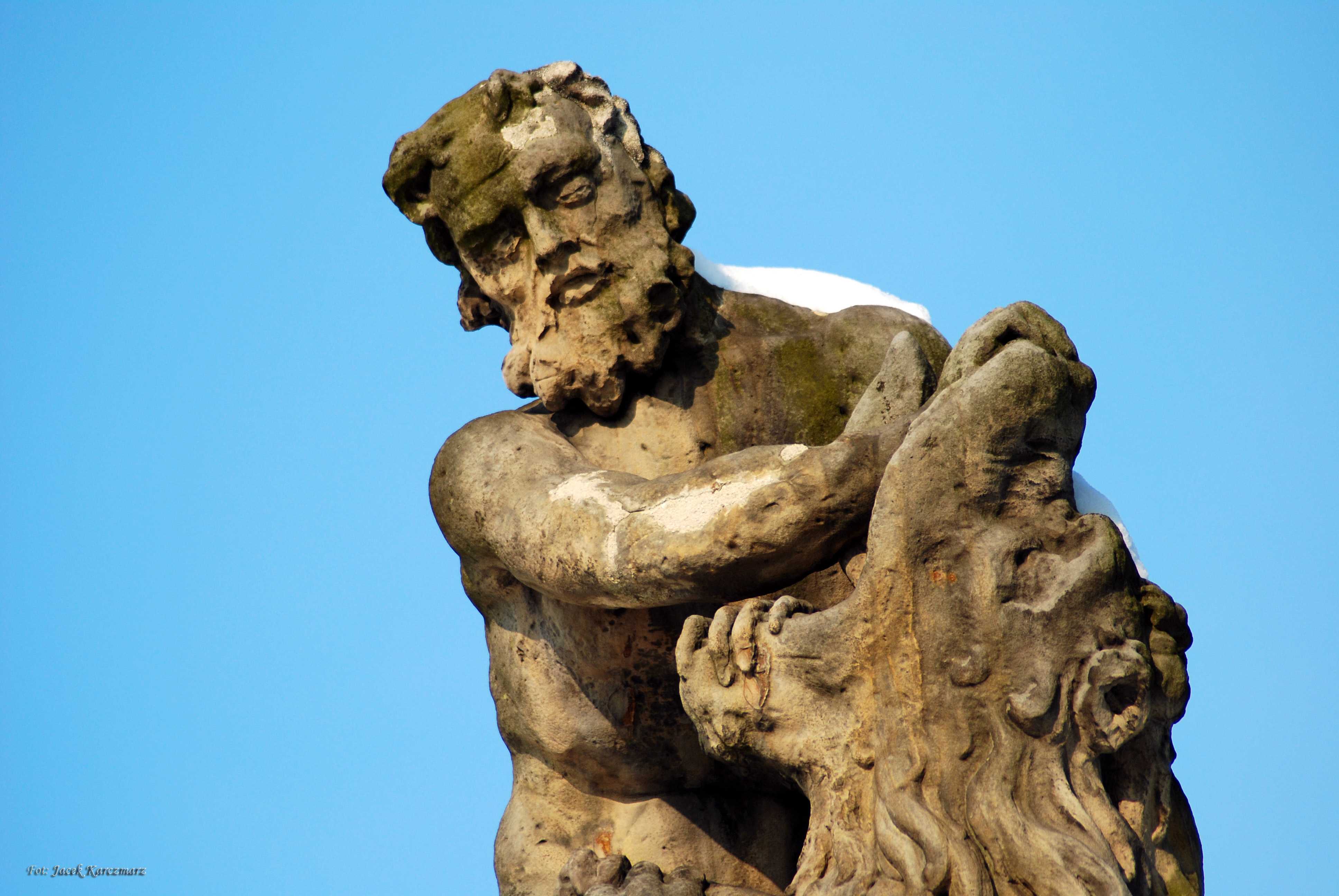
detal pałacu Potockich w Radzyniu Podlaskim
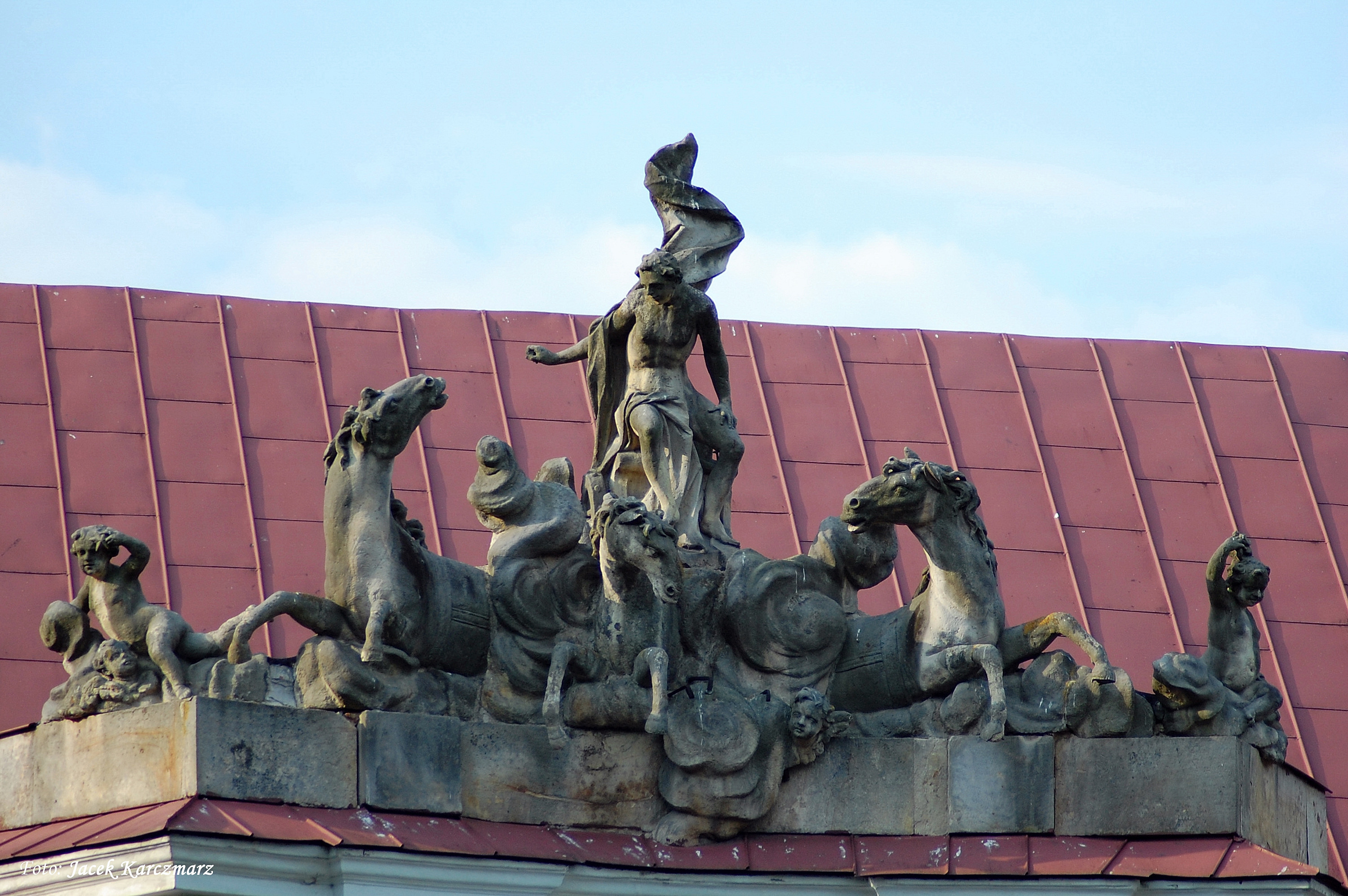
Rydwan Apollina, oranżeria pałacu Potockich w Radzyniu Podlaskim